# تيودوسيو أمير البرازيل

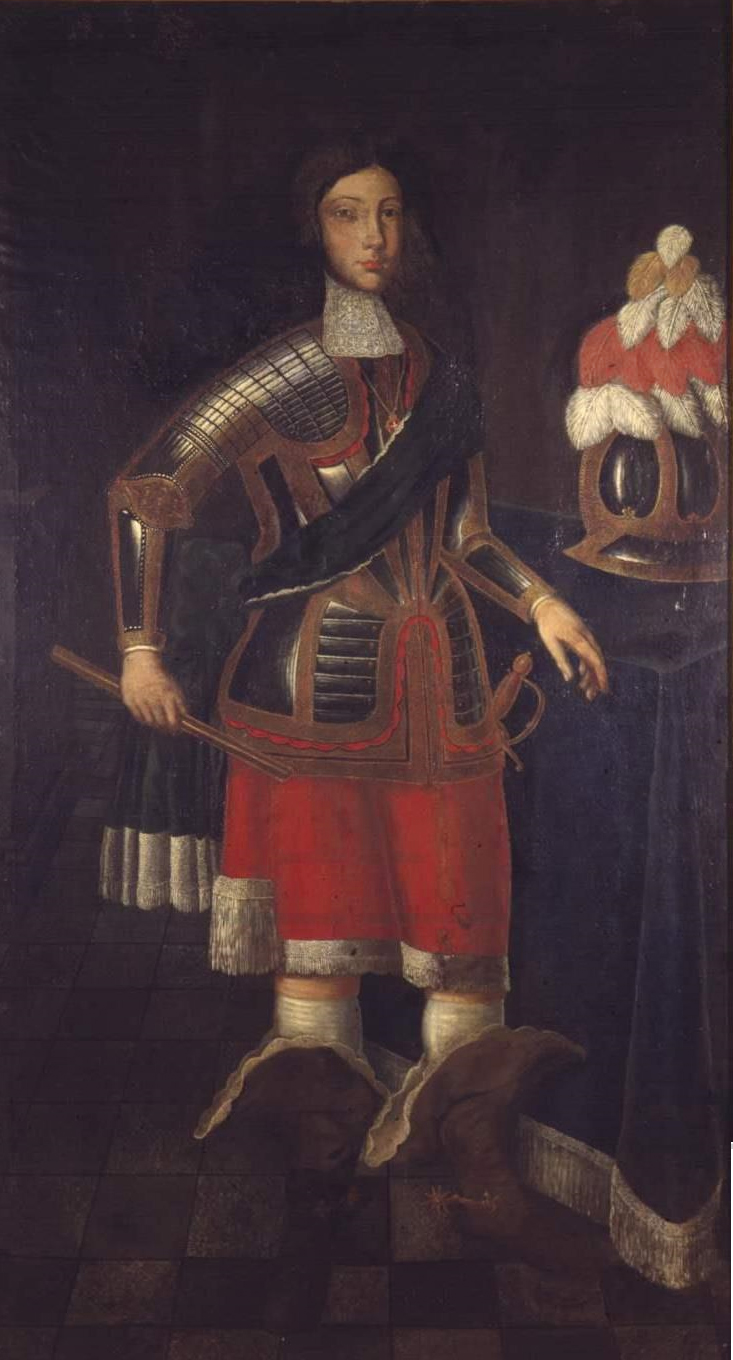
انفانتي تيودوسيو

تيودوسيو، أمير البرازيل (بالبرتغالية: Teodósio, Príncipe do Brasil) (8 فبراير 1634-13 مايو 1653) كان أخر أمير للبرتغال منذ استقلال البرتغال عن إسبانيا و دوق براغانزا ولكن في عام 1645 قام والده الملك جواو الرابع تغيير اللقب الأميري إلى أمير البرازيل وكان أميراً حتى وفاته عام 1653, ووالدته هي ملكة لويزا دي غوزمان التي كانت سبب في حكم بيت براغانزا للبرتغال وإن وفاته تسببت في صعود أخوه غير كفء للأنة كانت لديه مشاكل عقلية ونفسية أنفانتي ألفونسو والذي نجح في الصعود إلى العرش بعد وفاة والده في عام 1656 وشغلت ووالدته منصب حاكم البرتغال حتى عام 1662 وبعدها تولى أخو الأصغر بيدرو دوق باجة المنصب في عام 1668 وحيث نفاه إلى الأزور توفى عام 1683 واصبح الدوق ملكاً تحت مسمى بيدرو الثاني.